# Generation (slægt)
 Denne artikel bør gennemlæses af en person med fagkendskab for at sikre den faglige korrekthed.

 For alternative betydninger, se Generation. (Se også artikler, som begynder med Generation)
En generation (latin) er i biologien et udtryk for det tidsmæssige skifte fra forældre til afkom. Afhængig af hvilken organisme, der betragtes, kan en generation vare fra minutter til flere årtier.

## Menneskers generationer
Ifølge Herodot gik der tre generationer på 100 år, hvorfor man sædvanligvis har anslået en generation til 30 år for mennesker. Ifølge den tyske statistiker Gustav Rümelin er generation som menneskealder den gennemsnitlige aldersafstand mellem fædre og sønner, dens varighed derfor bestemt som mændenes gennemsnitlige vielsesalder plus ægteskabernes halve frugtbarhedsperiode; denne størrelse vil naturligvis variere i de forskellige lande efter tidspunktet for ægteskabs indgåelse (kønsmodenhed, sociale forhold) og børneavlens styrke; for Tyskland kom Rümelin til tallet 36,5 år.